# Oxford (Nuova Scozia)
Oxford è una municipalità (town) del Canada, situata nella provincia di Nuova Scozia.